# Municipio de Plunketts Creek
El municipio de Plunketts Creek  (en inglés: Plunketts Creek Township) es un municipio ubicado en el condado de Lycoming en el estado estadounidense de Pensilvania. En el año 2000 tenía una población de 771 habitantes y una densidad poblacional de 5.4 personas por km².

## Geografía
El municipio de Plunketts Creek se encuentra ubicado en las coordenadas 41°24′01″N 76°48′47″O / 41.40028, -76.81306.

## Demografía
Según la Oficina del Censo en 2000 los ingresos medios por hogar en la localidad eran de $40,481 y los ingresos medios por familia eran $43,542. Los hombres tenían unos ingresos medios de $31,125 frente a los $22,014 para las mujeres. La renta per cápita para la localidad era de $20,563. Alrededor del 6,5% de la población estaban por debajo del umbral de pobreza.